# Erythroxylum cuneatum
Erythroxylum cuneatum es una especie de planta perteneciente a la familia Erythroxylaceae. Se distribuye en Birmania, Camboya, Vietnam, Tailandia, Malasia, Singapur, Filipinas, Indonesia y Nueva Guinea. Se utiliza en la medicina tradicional tailandesa para tratar la fiebre y como agente antiinflamatorio. Se ha comprobado a través de estudios in vitro las propiedades antioxidantes y antiinflamatorias de los extractos en etanol y acetona de las hojas.

## Descripción
Es un arbusto o árbol que puede crecer hasta 45 m de altura, y con ramitas verdes achatadas. La corteza del tronco es de color marrón, estrechamente surcada y fisurada. Sus hojas alternas con tallo tienen láminas foliares parecidas al papel a coriáceas delgadas que son elípticas o en forma de lanza elíptica o en forma de huevo invertido, de color verde oscuro a marrón verdoso en la parte superior, verde claro en la parte inferior y de 1.9 a 18 por 0.9 a 7 cm.

## Taxonomía
Erythroxylum cuneatum fue descrita por el botánico alemán Wilhelm Sulpiz Kurz y la descripción publicada en Journal of the Asiatic Society of Bengal 43: 135 en 1874.